# Neivamyrmex mexicanus
Neivamyrmex mexicanus é uma espécie de formiga do gênero Neivamyrmex.